# Saint-Clair-sur-l'Elle
Saint-Clair-sur-l'Elle is een gemeente in het Franse departement Manche (regio Normandië). De plaats maakt deel uit van het arrondissement Saint-Lô. Saint-Clair-sur-l'Elle telde op 1 januari 2022 973 inwoners.

## Geografie
De oppervlakte van Saint-Clair-sur-l'Elle bedroeg op 1 januari 2022 7,99 vierkante kilometer; de bevolkingsdichtheid was toen 121,8 inwoners per km².

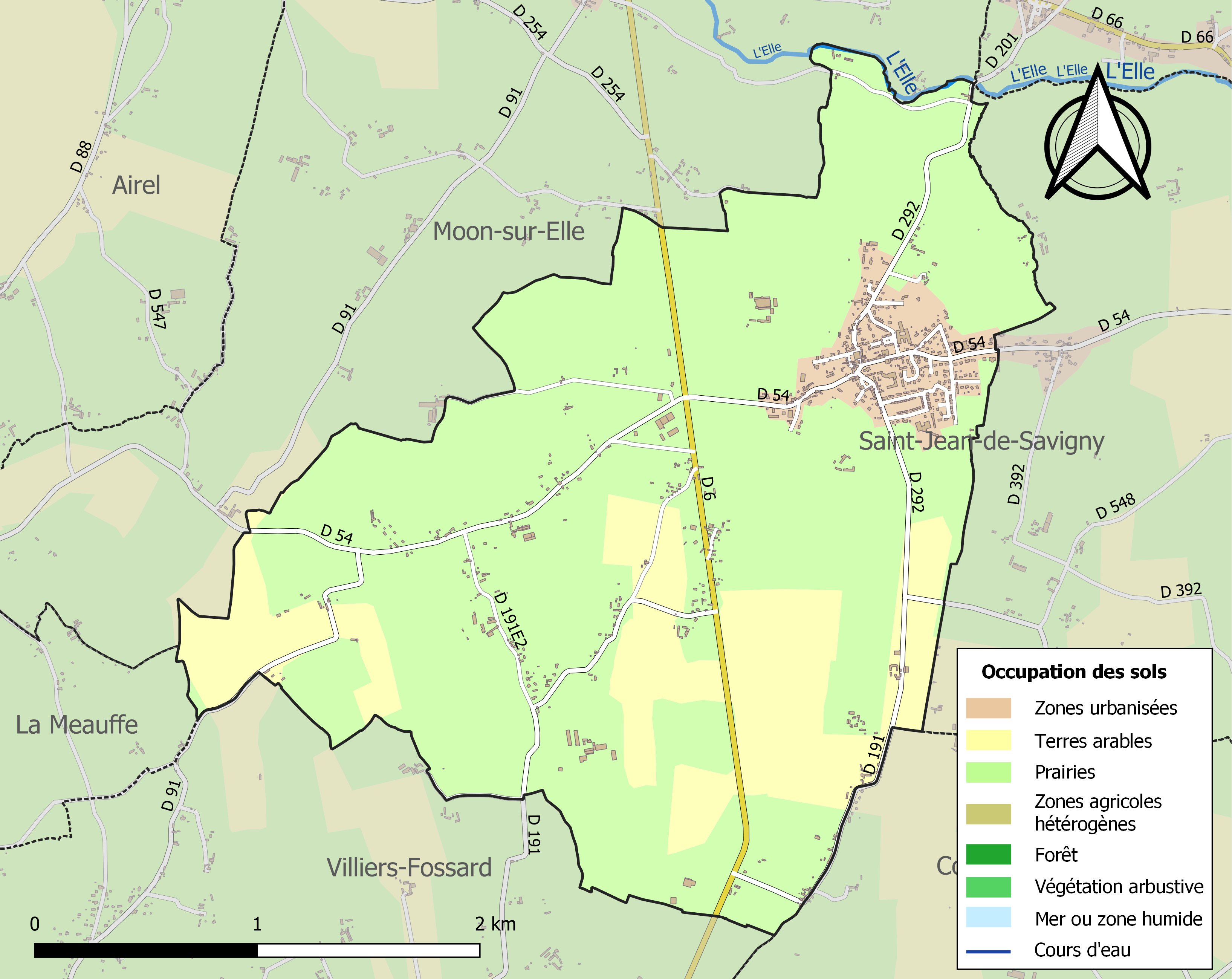
Kaart van de gemeente met de belangrijkste infrastructuur, bodemgebruik en omliggende gemeenten

## Demografie
Onderstaande figuur toont het verloop van het inwonertal (bron: INSEE-tellingen).